# نیکولا بال
نیکولا بال (فرانسوی: Nicolas Bal‎؛ زادهٔ ۲ ژوئن ۱۹۷۸) اسکی‌باز نوردیک اهل فرانسه است.